# 高級首席地政主任
高級首席地政主任（英語：Senior Principal Land Executive，SPLE）是香港政府地政總署地政處的公務員職位，屬於地政主任職系當中職級最高的職位，同時是地政主任和地政督察兩個職系的首長，編制一人，職級是首長級薪級第1點（D1）。

## 歷史
地政主任職系自1976年4月設立，取代1959年設立的田土督察（英語：Land Assistant）職系，初期隸屬新界政務署各區理民府，到了1982年4月地政總署成立以後改為隸屬地政總署。地政主任職系本身設有地政主任、高級地政主任、總地政主任、首席地政主任四個職級。到了1995年12月，香港政府響應地政主任會的提議，向立法局人事編制小組委員會提出建議，決定在首席地政主任之上設立高級首席地政主任，提升原來的首席地政主任(總部)職位。新職級作為地政主任和地政督察的職系首長，主管地政處內部的高級首席地政主任(總部)辦事處，成為地政主任職系最高職級，也是這個職系當中唯一的首長級職位。首任高級首席地政主任是黃達昇，他在1996年1月由首席地政主任(總部)晉升為高級首席地政主任(總部)，直到2001年3月退休。

## 歷任高級首席地政主任
1. 黃達昇 (英語：WONG Tat-sing, Willie)：1996年—2001年
2. 吳文輝 (英語：NG Man-fai)：2001年—2007年
3. 陸長銓 (英語：LUK Cheung-chuen)：2007年—2008年
4. 林華勝 (英語：LAM Wah-shing)：2008年—2010年
5. 莊東興 (英語：CHONG Tung-hing)：2010年—2012年
6. 張立華 (英語：CHEUNG Lop-wah)：2012年—2015年
7. 呂婉華 (英語：LUI Yuen-wah, Dorma)：2015年—2021年
8. 梁閏興 (英語：LEUNG Yun-hing, Patrick)：2021年—2023年
9. 黃劍偉 (英語：WONG Kin-wai, Kelvin)：2023年—2025年
10. 林熾輝 (英語：LAM Chi-fai)：2025年—